# John Densmore
John Paul Densmore (Los Angeles, Kalifornija, 1. prosinca 1944.), američki glazbenik, bubnjar sastava The Doors od 1965. do 1973. godine.
U počecima svoje karijere glumio je u kazalištu u La Mama Theatre. Glumio je i u mnogi TV emisijama, imao je i jednu vlastitu emisiju, show Square Pegs, radio je kao bubnjar u Johnny Slash's sastavu. Napisao je najprodavaniju autobiografiju: "Riders on the storm". Kao bubnjar i kao član grupe The Doors, John je smješten u središte Rock 'n' Rolla. On i Robby Krieger radili su kao tehnički savjetnici na snimanju flma The Doors s Valom Kilmerom. 
Od 2006. John ima novi sastav, Tribaljazz. U njihovim su pjesmama posebno naglašeni zvukovi afričkih bubnjeva. 
Manzarek, Krieger i Astbury (bivši pjevač grupe The Cult) ponovno su počeli svirati pjesme Doorsa. Pošto John Densmore nije htio da se grupa zove The Doors sastav su nazvali "Riders on the storm". John Densmore također je veliki protivnik komercijalizacije rocka u smislu prodavanja skladbi za reklamne spotove velikih korporacija. 

## Vanjske poveznice
- johndensmore.com
- tribaljazzdensmore.com